# Hades (genre)
Genre
Hades est un genre de lépidoptères (papillons) de la famille des Riodinidae. 
Ils résident en Amérique du Sud.

## Dénomination
Le genre a été nommé par John Obadiah Westwood en 1851.

## Liste des espèces
- Hades hecamede Hewitson, 1870; présent en  en  Équateur et en Colombie
- Hades noctula Westwood, 1851; présent au Mexique, en Colombie et au Venezuela.

### Source
- (en) funet